# Херинген (Вера)
Херинген (њем. Heringen) град је у њемачкој савезној држави Хесен. Једно је од 20 општинских средишта округа Херсфелд-Ротенбург. Према процјени из 2010. у граду је живјело 7.683 становника. Посједује регионалну шифру (AGS) 6632009.

## Географски и демографски подаци
Херинген се налази у савезној држави Хесен у округу Херсфелд-Ротенбург. Град се налази на надморској висини од 221 метра. Површина општине износи 61,2 km². У самом граду је, према процјени из 2010. године, живјело 7.683 становника. Просјечна густина становништва износи 126 становника/km².

## Међународна сарадња
| Мјесто | Држава    | Врста сарадње | Од    |
| ------ | --------- | ------------- | ----- |
|        | Француска | партнерство   | 1981. |
| Извор  |           |               |       |